# Марк Анней Лукан
О фельдмаршале см. Джордж Чарльз Бингхэм, 3-й граф Лукан.
Марк Анне́й Лука́н (лат. Marcus Annaeus Lucanus; 3 ноября 39, Кордуба, Бетика, Римская империя или Кордова, Андалусия — 30 апреля 65, Рим) — древнеримский поэт, крупнейший эпик после Вергилия. Главное его произведение — поэма «Фарсалия».

## Биография
Родом из Испании, племянник философа Сенеки, получил образование в Риме у философа Корнута, временно пользовался расположением Нерона, перешедшим в ненависть, когда император заметил его значительный поэтический талант; последствием этого было присуждение его к смертной казни как участника заговора Гая Пизона. Лукан вскрыл себе вены.

## Творчество
Его поэмы «Орфей» (был известен ещё в Средних веках), «Илиакон» (о Троянской войне и смерти Гектора), «Катахтонион», «Сатурналии», трагедия «Медея» и другие многочисленные произведения пропали почти бесследно; кроме небольшой эпиграммы, сохранилась лишь неоконченная поэма «Фарсалия, или О гражданской войне» («Bellum civile sive Pharsalia») в 10 книгах. Содержание её — борьба между Цезарем и Помпеем (49—47 до н. э.), воспеваемая поэтом в строго хронологической последовательности до осады Александрии, причём историческое предание до того верно передаётся поэтом, что поэма его имеет ценность и в качестве исторического источника. Кульминационный момент поэмы — битва при Фарсале.
Некоторые сцены написаны с особой любовью, причём, особенно в описаниях и в блестящих характеристиках героев, проявляется крупный поэтический и ораторский талант Лукана. У воспитанного в правилах стоической школы поэта возвышенный взгляд на события, выразившийся и в выборе темы, и в тоске по потерянной римским народом свободе.
Язык Лукана сильный и выразительный, но стих его не так отделан, как у Вергилия. Из древних критиков Квинтилиан хвалит произведения Лукана за искренность чувства, силу и богатство мыслей, но причисляет его скорее к ораторам, чем к поэтам. Поэт Марциал отвечал на этот отзыв указанием на обилие у Лукана читателей.

## Тексты и переводы
Тексты:
- Латинский текст. Дата обращения: 13 ноября 2007. Архивировано 28 ноября 2012 года.
- Издание схолий к Лукану (1869). Дата обращения: 27 октября 2017. Архивировано 28 ноября 2012 года. (лат.)
- фрагменты: Baehrens A. Fragmenta poetarum Romanorum. Leipzig, 1886. P. 365—368.

Переводы:
- В серии «Loeb classical library» поэма издана под № 220.
- В серии «Collection Budé»: поэма издана. Дата обращения: 13 августа 2011. Архивировано 28 ноября 2012 года. в 2 томах.

Русские переводы:
- Фарсалия. Поэма Лукана. / Пер. с франц. С. Филатова. СПб, 1819. Ч. 1. 261 стр. Ч. 2. 322 стр.
- Лукан, Марк Анней. Фарсалия. / Пер. Л. Е. Остроумова. Ред., ст. и комм. Ф. А. Петровского. (Серия «Литературные памятники»). М.-Л.: Изд-во АН СССР. 1951. 350 стр. 5000 экз. переизд.: М.: Ладомир. 1993. 352 с. 1000 экз.